# Eduardo Comesaña
Eduardo Comesaña (Buenos Aires, 14 de marzo de  1940) es un fotoperiodista argentino es reconocido por retratar personajes famosos. Sus fotografías en blanco y negro ha retratado personalidades argentinas e internacionales del campo del periodismo, las artes, la literatura, la ciencia y la política. Sus exposiciones han tenido presencia en Argentina, Bélgica, Brasil, Chile, Francia, Alemania, México, EE. UU. y España.
Fue miembro fundador del Consejo Argentino de Fotografía junto a Alicia D’Amico, Sara Facio, Andy Goldstein, Annemarie Heinrich, María Cristina Orive y Juan Travnik.

## Trayectoria
Estudió Comercio y Bellas Artes en la Universidad de la Plata, especializándose en realización cinematográfica. En 1964 comenzó a trabajar en la revista "Primera Plana", posteriormente en "Confirmado" y en la "editorial Abril". Durante 1969 realizó un retrato de Jorge Luis Borges que ha recibido bastante difusión. En 1977 fundó una agencia de prensa en Buenos Aires.